# Bernardino Dalponte
Bernardino Dalponte (Vigo Lomaso, 24 febbraio 1772 – Fiavé, 1860) fu un esattore delle imposte che ha preso parte all'insorgenza tirolese.

## Biografia
Bernardino Dalponte nacque in Castel Spine di Vigo Lomaso, territorio del principato vescovile di Trento, nel 1772 da genitori di professione contadini. Nel 1796 durante la campagna d'Italia napoleonica, fu mobilitato come sergente nei bersaglieri volontari e si distinse a Masi di Novaledo, il 13 ottobre, in un'azione contro le truppe francesi, ove al comando di dodici uomini uccise otto nemici e ne catturò cinque.
Nel novembre dello stesso anno liberò con un'azione oltre le linee francesi di Castel Beseno il proprio comandante fatto prigioniero nei giorni precedenti. Per tale comportamento fu decorato della medaglia d'oro al valore e in seguito promosso al grado di capitano di compagnia.
Nel 1797 fu eletto sindaco di Lomaso e si impiegò come notaio esattore delle imposte a Tione. Nell'autunno del 1800, durante la guerra della seconda coalizione  si scontrò con il generale Macdonald lungo le valli e sui monti tra il lago di Garda e la valle del Chiese, il capitano Dalponte, al comando di soli trenta schützen, riuscì a fermare in Val Vestino, tra Capovalle e Moerna, un forte reparto francese di duecento cinquanta soldati costringendolo alla fuga.
Il 10 agosto 1801 si sposò con Barbara Zanini di Fiavé dalla quale ebbe due figlie.
Nel 1809  durante la cosiddetta insorgenza tirolese, Dalponte comandò gli insorti nella Vallagarina e nella zona di Riva del Garda, mettendosi in mostra nella difesa di Trento minacciata dall'avanzata della brigata francese del generale D'Azmayr. Il 21 agosto 1809 fu nominato Comandante supremo del Trentino dal capoconsole di Trento, Luigi de Lupis.
A causa dei suoi legami con bande di briganti, fu arrestato su ordine di Andreas Hofer e trasferito a Innsbruck. Fu incarcerato nel Kräuterturm fino al rientro delle truppe francobavaresi. In seguito assunse la carica di cancelliere del vino a Stenico.